# La cantatrice calva
La cantatrice calva (in francese La cantatrice chauve) è la prima opera teatrale di Eugène Ionesco.
L'autore franco-rumeno decise di imparare l'inglese comprandosi un manuale di conversazione.
Per esercitarsi ricopiava le frasi del manuale e, facendo ciò, si accorse della banalità delle frasi in esso contenute: "il soffitto è in alto, il pavimento in basso", "i giorni della settimana sono sette", ecc... Da qui egli trasse ispirazione per la commedia, datata 1950.
La pièce - definita dall'autore anticommedia - è il primo esempio di un genere teatrale allora ai suoi albori, il teatro dell'assurdo, in cui la vicenda subisce uno straniamento tramite l'utilizzo esasperato di frasi fatte, dialoghi contrastanti, luoghi comuni.
Ecco cosa lo stesso Ionesco dichiarò a questo proposito:
La prima messinscena di Parigi del 1950 fu tutt'altro che un successo; il genere, del tutto particolare ed innovativo, lasciò infatti perplessi gli spettatori. Nuovamente inscenata nel 1955, la pièce riscosse un enorme successo, tant'è che La cantatrice chauve è rappresentata ininterrottamente dal 1957 al teatro de la Huchette a Parigi.

## I personaggi

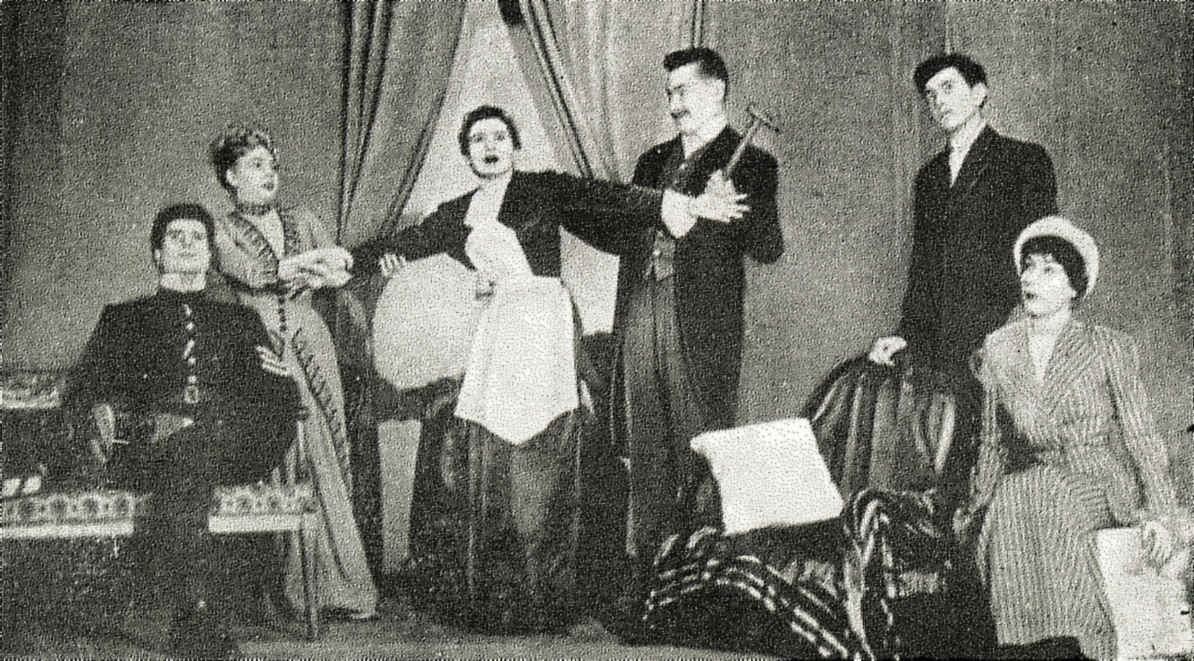
Rappresentazione al Théâtre des Noctambules

Nella Cantatrice calva, l'azione teatrale è ridotta alla sua più semplice espressione, togliendo ai personaggi ogni funzionamento dinamico: sono sfumati, talvolta anche interscambiabili. È infatti, essenzialmente, la dimensione metafisica che ha guidato l'autore nella loro elaborazione.
I personaggi sono sei: i coniugi Smith, i coniugi Martin, la cameriera Mary ed il pompiere.

### Gli Smith
Ionesco fornisce dettagli relativamente numerosi su questi personaggi, ma servono meno a caratterizzarli che a trasformarli in simboli metafisici. Essi sono l'immagine dell'insignificanza degli esseri: intrappolati nelle loro abitudini, incapaci di comunicare, non riescono a dare un senso alla loro esistenza.
Riguardo alla loro età, Ionesco mette solo indicazioni indirette. Il colore grigio dei baffetti del signor Smith fa pensare che non sia più molto giovane. Alla fine della prima scena l'osservazione che fa sua moglie che sono una “coppia di vecchi innamorati” rivela che sono sposati da tempo. Hanno una bambina di due anni, quindi ciò lascia supporre che non siano molto vecchi. Sono, piuttosto, una coppia fra due età, un'età tanto incerta quanto può esserlo la loro personalità.
Sempre nell'intenzione di fare degli Smith i rappresentanti della condizione umana, Ionesco attribuisce loro una normale situazione familiare. Sono sposati, hanno tre figli: un maschio e due femmine. Costituiscono una famiglia che corrisponde alle norme dell'epoca, essendo in Francia, mediamente, il numero di bambini per coppia di 2,5.
Sempre per le stesse ragioni, vivono in un'abitazione normale. Abitano “nei dintorni di Londra”. La casa, che è quella di un inglese o di un francese medio, riflette una situazione di calma e di comfort. Riguardo al loro ambiente, evocato in particolare nella prima scena, fa pensare alla vita pacifica e monotona delle periferie delle grandi metropoli europee.
I vestiti degli Smith non brillano neppure per la loro originalità. Il signor Smith è vestito da casa, immaginabile a partire dal solo dettaglio che è fornito, le pantofole. La signora Smith deve essere vestita similmente. Non ce lo segnala nessuna annotazione diretta, ma lei e suo marito si ritirano per andarsi a vestire, quando viene annunciato l'arrivo dei Martin. Tuttavia il fatto che gli Smith, nella scena settima, entrano senz'alcun cambiamento nel loro vestiario, ci mostra il carattere convenzionale della distinzione vestiti da casa e vestiti da cerimonia.
Il modo di vivere degli Smith appare anch'esso stereotipato. Per non togliere ai personaggi il loro significato simbolico, Ionesco si è ben guardato dal caratterizzarli. La signora Smith deve essere una casalinga, ma s'ignora il mestiere del marito. Vengono, di contro, ricordate le loro occupazioni. Il cibo occupa, nella loro esistenza un'importanza considerevole: la signora Smith dedica gran parte della prima scena a parlare di cibo. D'altronde, essi ricevono volentieri le loro conoscenze e s'immergono in conversazione insipide che rispecchiano l'essenzialità dell'opera. Quando non mangiano né ricevono, passano il tempo in occupazioni banali. Mentre il signor Smith legge il giornale, sua moglie rammenda le calze.
In contrasto con la loro vita stereotipata e monotona, i sentimenti che animano gli Smith sono caratterizzati dal cambiamento e dalla contraddizione. Ionesco fa così il contrario del teatro tradizionale, sottolineando anche l'aspetto convenzionale delle relazioni fra gli esseri che corrispondono solamente ad apparenze e rivelano la difficoltà di stabilire una comunicazione vera e sincera.
Queste contraddizioni si manifestano anzitutto all'interno della coppia, poiché gli Smith non riescono a capirsi. Ciascuno è chiuso nelle sue preoccupazioni. Questa incomunicabilità si evince palesemente a due riprese. Nella prima scena, mentre la signora Smith si lancia in lunghe considerazioni sul cibo, il marito non l'ascolta. Nelle scene 7 e 8 viene fuori un disaccordo riguardo al fatto se ci sia qualcuno o meno quando suona il campanello. Malgrado l'apparente complicità, le opposizioni fra gli Smith sono evidenti: non a caso, mentre la signora Smith è offesa, il signor Smith è sorridente; o, ancora, quando la signora Martin racconta il suo aneddoto insipido, i due sposi si rimproverano a vicenda. Le opposizioni fra i termini ingiuriosi e le parole affettuose sottolineano le contraddizioni tra la realtà dei sentimenti e le ipocrisie sociali: le convenienze non smettono di frenare la voglia di esprimere i loro profondi risentimenti.
È spesso all'interno di uno stesso personaggio che si producono bruschi cambiamenti di sentimenti. Ionesco ha introdotto tali modificazioni per sottolineare la relatività dell'essere umano. Questo aspetto appare chiaramente alla fine della prima scena: alcuni momenti dopo il loro alterco, gli Smith fanno pace, la collera fa continuamente posto alla pacificazione. Ma non è il solo esempio: nell'ottava scena, la signora Smith, all'arrivo del pompiere, irritata, non risponde al suo saluto, poi lo abbraccia.
Quindi tutto, i sentimenti come pure i comportamenti degli Smith, dipende dalle convenzioni sociali. Le situazioni nelle quali si trovano provocano reazioni che dipendono dall'automatismo. Questo carattere stereotipato prende talvolta la forma del tic. Questo tipo d'atteggiamento ripetitivo caratterizza, in particolare, il signor Smith che, nella prima scena, non smette di far schioccare la lingua, mentre sua moglie parla di cibo. La gentilezza e la cortesia che caratterizzano i loro rapporti con i visitatori, sono particolarmente significativi di questi automatismi sociali. Ma, sotto questa scorza, viene spesso fuori il vero volto delle persone, la profonda natura umana screpola quella facciata liscia e rassicurante. Nonostante loro, gli Smith sono portati a manifestare la noia che li rode. Il signor Smith fa finta d'interessarsi alla conversazione, ma non può far a meno di sospirare, provocando così il commento della signora Smith: “si scoccia”. È, però, l'aggressività, quasi animalesca, che viene fuori. La signora Smith, quando riceve i Martin è furiosa per il loro ritardo. E la tensione arriva al suo culmine nell'undicesima scena quando “alla fine della scena, i quattro personaggi debbono trovarsi in piedi, vicinissimi gli uni agli altri, gridare le loro battute, pugni alzati, pronti a gettarsi gli uni sugli altri”. L'automatismo delle convenzioni lascia così il posto all'istinto animale.

### I Martin
Ionesco ha fatto dei Martin l'immagine di una varietà umana incoerente che sfugge ad ogni regolarità e ad ogni logica. I Martin sono privi di'individualità, invischiati nelle convenzioni sociali; i loro comportamenti si rivelano simili a quelli degli Smith, con i quali si confondono; sono esseri alla ricerca di una felicità stereotipata; e rivelano, infine, il ruolo del caso nell'esistenza umana.
Nelle scene dedicate alle conversazioni convenzionali, i Martin, simili agli Smith, sono rinchiusi nei loro obbligati atteggiamenti della gentilezza e della cortesia, provando a dissimulare la noia che essi provano e prorompendo in discorsi incoerenti e privi d'interesse. E non possono far a meno di scatenare la loro aggressività alla fine dell'opera. Questo carattere interscambiabile delle due coppie è sottolineato dalle comuni reazioni che li animano, per esempio, quando, alla scena 11, “tutti insieme… urlano gli uni alle orecchie degli altri” e in coro ripetono “Non è di qua, ma è di là…”. L'indicazione scenica finale conferma questa similitudine tra gli Smith e i Martin, i quali, in un nuovo ricominciamento, ripetono esattamente le battute degli Smith nella prima scena. Questa confusione che esiste tra esseri privi d'individualità, fusi tutti in un insieme evanescente e condannati alla stessa esistenza noiosa e assurda, è messa in evidenza, in altro modo, nella scena prima. Parlando di una famiglia di sua conoscenza, i Watson, la signora Smith afferma che ogni membro di quella famiglia porta indistintamente lo stesso nome, Bobby Watson. Il signor Smith rafforza ancora questa indeterminatezza degli esseri che rivelano queste considerazioni genealogiche, offuscate dalla somiglianza dei nomi, rincarando la dose: “tutti i Bobby Watson sono commessi-viaggiatori”. Ionesco crea così un effetto parodico, facendosi beffa di quelle interminabili conversazioni che vertono sui rapporti familiari.
I Martin, tuttavia, offrono anche l'immagine della felicità convenzionale. Nel corso della conversazione, il signor Martin è premuroso nei confronti della moglie, sforzandosi d'interessarsi in quel che fa. Nel corso della quarta scena, numerosi dettagli ci permettono di abbozzare un ritratto toccante di questa coppia unita. Originari di Manchester, sono venuti a far un soggiorno a Londra e ne approfittano per far visita ai loro amici, gli Smith. Chiamati Donald ed Elizabeth, hanno una figlioletta di due anni, Alice. Sembra che abbiano una vita normale, rassicurati in ciò da un amore sereno, ma trattasi di una felicità minata dall'interno. Sono spesso aggressivi l'uno verso l'altra e quando si abbracciano, è priva di espressione.
Infine, questa coppia è vittima degli infiniti capricci del caso. Nel corso della quarta scena, procedono ad una lunga enumerazione di bizzarre coincidenze e ne concludono che si conoscono e sono sposati. Queste coincidenze hanno molteplici significati. Anzitutto costituiscono una parodia degl'incontri romanzeschi. Traducono l'incoerenza del mondo e la subordinazione dell'uomo al caso: il ruolo della fortuna permette gli incontri e la nascita dell'amore. È senza limiti quando determina la presa di coscienza di relazioni già esistenti. Infine, questo evento sorprendente mostra indirettamente che, se i Martin hanno bisogno di ritrovarsi, è perché si sono perduti e non riescono più a capirsi realmente. Alla quinta scena, le fantasie del caso raggiungono il loro culmine. In ogni momento, tutto può invertirsi. E le coincidenze sono relative: se viene a mancare una sola, crolla l'intero edificio, com'è il caso della figlia: mentre la figlia di Donald ha l'occhio destro bianco e il sinistro rosso, nella figlia di Elizabeth il colore degli occhi si inverte. Si ritorna, quindi, al punto di partenza: I Martin perdono inizialmente coscienza della loro coppia, la ritrovano in seguito ma a torto, poiché in definitiva non sono chi credono di essere.

### Mary, la domestica
Mary, la domestica, ha nell'opera una duplice funzione. È anzitutto una figura prosaica, divisa tra il suo lavoro di domestica e il desiderio di affermare la propria personalità, ma svolge anche il ruolo di testimone di ciò che accade intorno a lei, incaricata di trascrivere le manifestazioni del destino.
Anzitutto riempie scrupolosamente le sue funzioni di domestica, riceve le istruzioni degli Smith, fa entrare i Martin, li invita a sedersi: si mostra, secondo la tradizione, rispettosa. Tuttavia lei mostra una franchezza che provoca un effetto di rottura. Quando la signora Smith la rimprovera per essersi assentata, Mary le risponde seccamente: “è lei che mi ha dato il permesso" (scena 1) e, soprattutto, quando arrivano i Martin, lei li ammonisce in questi termini: “perché siete venuti così tardi? Non è educazione”. Cercando di esprimere le proprie idee e di affermare la propria personalità, Mary rompe con l'immagine della domestica remissiva e zelante, mostrandosi così contraddittoria quanto i suoi padroni. Dopo essere scoppiata a ridere, piange, poi sorride. Racconta i banali fatti che le sono accaduti durante il pomeriggio, poi prova il bisogno di annunciare: “mi sono comprata un vaso da notte” (scena 1). Nella nona scena, malgrado i rimproveri, intende partecipare alla conversazione e finisce col recitare la poesia “Il Fuoco”, che rivaleggia per incoerenza con gli aneddoti raccontati dagli altri personaggi. Lei partecipa, quindi, a tutto questo gioco d'incomprensioni e incoerenze che reggono i rapporti dell'insieme dei personaggi dell'opera.
Mary svolge anche un altro ruolo: rivela gli equivoci di cui sono vittime i Martin quando pensano di scoprire di essere sposati, mostrano come la sorte si faccia beffa degli esseri umani. Diventa così la portavoce inquisitrice del destino; è incaricata di svelare una verità, portatrice di sofferenza e di morte. Mary svolge al tempo stesso il ruolo del coro della tragedia antica e quello del detective, Sherlock Holmes. Ma prima aveva mostrato tutta l'ambiguità del suo ruolo, decidendo “lasciamo le cose come stanno”, rendendosi conto che non è sempre bene dire la verità, che è meglio non conoscere i decreti del destino.

### Il capitano dei pompieri
Pur contribuendo a mostrare la difficoltà della comunicazione, il pompiere sottolinea l'assurdità delle funzioni sociali e rivela la complessità di un mondo reso incomprensibile dalla sua infinita relatività.
Ciò che caratterizza questo personaggio, vestito con un “enorme casco luccicante e un'uniforme”, è anzitutto il suo mestiere, ragione della sua vita. Senza di esso non è più niente; è ossessionato dal fuoco che ritma la sua esistenza. Fa ricorso, come gli altri personaggi di cui influenza il vocabolario, giochi di parole, comparazioni e metafore che rinviano al fuoco. Il pompiere mostra anche che l'essere umano, per tentare di dimenticare l'assurdità e l'inutilità della vita, ha la necessità d'investirsi in un'intensa attività professionale. Ma, in questo caso, quest'attività professionale diventa una vera e propria ossessione e si rinchiude nel rispetto di regole incoerenti, ciò che la rende, per l'appunto assurda.
Il pompiere è anche là per testimoniare la complessità delle cose. Tanto le genealogie dei Watson, abbozzate dagli Smith nella prima scena, rivelava l'uniformità del mondo, quanto quella che sviluppa il pompiere nella nona scena ne mostra la varietà. I personaggi evocati esercitano i mestieri più disparati: dal farmacista al sottocapo, passando per ingegnere o sottoufficiale; sono di diversa nazionalità: francese, britannica, portoghese; hanno una vita agitata, come quel “medico di campagna, sposatosi tre volte di seguito”. Tuttavia questa diversità si rivela eteroclita e incoerente. Questa complessità del mondo è portatrice di una relatività che rende le cose incomprensibili, inesplicabili. È il pompiere che è al centro dell'episodio del campanello; è lui che placa il disaccordo tra gli Smith, mostrando che non esiste verità assoluta e che ciascuno possiede la sua. Nessuno, dunque, ha mai totalmente torto e tutti hanno più o meno ragione.

### La cantatrice calva
L'enigmatica cantatrice calva che ha dato il titolo all'opera, disperatamente assente, costituisce una manifestazione supplementare dell'incoerenza.
Non facendo mai apparire la cantatrice calva, Ionesco parodia una tecnica destinata a creare il mistero attorno ad un personaggio che svolge tuttavia un ruolo importante nell'azione, anche se non svolge alcun ruolo. E il silenzio generale, l'imbarazzo che seguono alla sola allusione al personaggio mostrano ironicamente il disagio di un drammaturgo incapace di giustificare la ragione d'essere del suo personaggio.
La cantatrice calva ha anche la funzione di contribuire all'incoerenza ambientale. L'aggettivo “calva” appare anzitutto incompatibile con l'immagine che si ha di una cantante, creando, in tal modo, un'impressione di estraneità. La risposta che la signora Smith dà alla domanda del pompiere, che “si pettina sempre allo stesso modo”, accentua ancora il carattere assurdo del personaggio, mentre la sua inutilità va assolutamente nel senso di vuoto e dell'insensatezza delle conversazioni.

## Trama
L'opera è scritta in un atto unico inscenato nel salotto dei signori Smith. Sia gli Smith che i Martin incarnano, secondo i canoni del teatro dell'assurdo, la tipica famiglia borghese: gli Smith ad esempio, abitano in una villetta a più piani, sono abbigliati in modo impeccabile ed all'antica e trascorrono il tempo spettegolando su amici e vicini. La signora trova diletto nel pensare a come preparare lo stesso yogurt della vicina, mentre il marito legge il giornale e fa commenti conservatori sui medici, sullo stato britannico, sull'esercito.
Una grande importanza hanno gli orologi della stanza, che scandiscono il tempo: la pendola suona a caso rintocchi il cui numero cambia ogni volta.
Nella prima scena i coniugi Smith siedono in salotto arredato in stile inglese: il signor Smith legge un quotidiano fumando una pipa inglese, mentre la signora fila, ripetendo più volte il menu della loro cena, perfettamente all'inglese.
La cameriera Mary compare, annunciando i coniugi Martin, venuti per la cena già consumata. Gli Smith si dirigono a cambiarsi.
I Martin si accomodano e si comportano come perfetti sconosciuti rievocando ricordi di luoghi che hanno incontrato unitamente, senza però incontrarsi.
Le coppie si ricongiungono, e cominciano a parlare quando il campanello suona più volte, senza che però nessuno sia alla porta. La signora Smith elabora così la teoria che il suono del campanello corrisponde all'assenza di qualcuno, anziché alla sua presenza. Infine alla porta compare un pompiere alla disperata ricerca di un fuoco da estinguere. I personaggi cominciano a parlare, a raccontare barzellette, poi a sbraitare e infine, con la comparsa anche della cameriera, a emettere suoni senza senso. Poi calano le luci.
Il dramma ricomincia daccapo coi Martin al posto degli Smith: la signora Martin discute della favolosa cena inglese, mentre il signor Martin legge il giornale fumando la pipa, comodamente seduto in pantofole; infine cala il sipario.
'Scena 1': Nel corso della prima scena il signore e la signora Smith, una banale coppia inglese, prorompono in luoghi comuni, esprimono opinioni incoerenti, sono impegnati in ragionamenti bizzarri, passano continuamente da un argomento all'altro. La signora Smith inizia a parlare del suo ultimo pranzo. Il signor Smith “continuando a leggere, fa schioccare la lingua”: non ascolta quasi mai sua moglie. Sin dall'inizio, Ionesco afferma la difficoltà di esprimersi e l'impossibilità di comunicare, che reggono i rapporti fra gli esseri. La signora Smith, proseguendo il suo discorso culinario, ha appena evocato il famoso yogurt di un droghiere rumeno, Popesco Rosenfeld, diplomato alla scuola dei fabbricanti di yogurt di Adrianopoli. Le considerazioni sullo yogurt incitano la signora Smith a parlare dei dottori. Interviene allora il signor Smith per fare un inatteso confronto tra il medico e il comandante di una nave: “un medico coscienzioso dovrebbe morire insieme con il malato, se non possono guarire assieme”. Il signor Smith si meraviglia del fatto che “… nella rubrica dello stato civile è sempre indicata l'età dei morti e mai quella dei neonati”, poi avviene un'ingarbugliata discussione circa i legami di parentela tra i membri di una famiglia, i quali si chiamano tutti, indistintamente, Bobby Watson. Viene così fuori un disaccordo, ritmato dalla pendola che suona sette volte, tre volte, nessuna volta, ecc., ma essi si riconciliano subito.
'Scena 2’: Mary, la domestica, entra e racconta il pomeriggio trascorso con un uomo, al cinema, dove ha visto un film “con delle donne”. La domestica annuncia l'arrivo dei Martin. Gli Smith disapprovano il ritardo dei loro invitati. Essi contraddicono quanto hanno precedentemente detto, lamentandosi di non aver mangiato niente per tutta la giornata, e si ritirano per andarsi a vestire.
'Scena 3': In una scena molto breve, Mary fa entrare i Martin e li rimprovera per il loro ritardo.
'Scena 4': Avviene una strana conversazione tra i Martin. Mentre è chiaro che sono sposati, apparentemente non si conoscono, pur avendo l'impressione di essersi incontrati da qualche parte. E in una lunga conversazione, inframmezzata dal ritornello “Veramente curioso, veramente bizzarro!”, constatano sorprendenti coincidenze: entrambi sono di Manchester, hanno lasciato questa città da circa cinque settimane, hanno preso lo stesso treno, erano nella stessa carrozza e nel medesimo compartimento; ora si trovano a Londra; abitano nella stessa strada, nel medesimo numero civico, nello stesso appartamento, dormono nella stessa camera e nello stesso letto, hanno la stessa figlia. Arriva la straordinaria rivelazione: il signore e la signora Martin s'abbracciano, scoprendo di essere marito e moglie.
'Scena 5': Di ritorno sulla scena, Mary rimette in discussione quegli incontri. Poiché la figlia della signora Martin ha l'occhio diritto rosso e il sinistro bianco e quella del signor Smith l'occhio dritto bianco e il sinistro rosso, non sono quelli che credono di essere. Infine, prima di lasciare la scena, Mary rivela di essere Sherlock Holmes.
'Scena 6': In una brevissima scena, i Martin, ignorando la crudele verità, sono felici di essersi ritrovati e s'impegnano a non perdersi più.
'Scena 7': Inframmezzati dai colpi incoerenti della pendola, si avvia difficilmente la conversazione fra le due coppie. Nei loro discorsi si avvicendano, inizialmente, delle banalità, senz'alcun legame apparente: le battute brevi, separate da lunghi silenzi, sottolineano la difficoltà della comunicazione. La signora Martin prova a ravvivare l'interesse della conversazione raccontando un aneddoto insignificante, ma che presenta come straordinario: ha visto un uomo allacciarsi le scarpe. Nel frattempo suona qualcuno alla porta. La signora Smith va ad aprire ma non c'è nessuno. Ciò avviene per tre volte, cosicché la signora ne deduce che “l'esperienza insegna che quando si sente suonare alla porta è segno che non c'è mai nessuno”. Il campanello suona nuovamente, stavolta va ad aprire il signor Smith, il quale annuncia trionfalmente: “è il capitano dei pompieri!”.
'Scena 8': Le due coppie interrogano il capitano dei pompieri per risolvere l'enigma delle scampanellate. Il mistero non fa che infittirsi: non è il pompiere ad aver suonato le due prime volte e, d'altra parte, era là e non ha visto nessuno. Ha suonato la terza volta, ma si era nascosto. E al quarto colpo gli si è aperto. Quindi, il pompiere offre i suoi servizi per spegnere eventuali incendi, poi racconta molti aneddoti incoerenti, alcuni molto brevi, altri molto lunghi e ingarbugliati.
'Scena 9': Mary, allora, anch'essa, vuole raccontare un aneddoto, con grande indignazione degli Smith, i quali trovano il suo intervento fuori luogo. Ma sembra che Mary sia amica del pompiere. E su insistenza dei Martin, le viene lasciata la parola: in onore del capitano, la cameriera racconta una poesia intitolata “Il Fuoco”.
'Scena 10': Il pompiere si congeda dagli Smith e i Martin, invocando un incendio che dovrà spegnere “esattamente fra tre quarti d'ora e sedici minuti […] all'altro capo della città”. Prima di andarsene, però, chiede: “A proposito, e la cantatrice calva?”. Questa sola breve allusione al personaggio, che dà il titolo all'opera, genera prima un silenzio imbarazzato, poi una risposta altrettanto enigmatica della signora Smith: “Si pettina sempre allo stesso modo!”.
'Scena 11': Una volta che gli Smith e i Martin sono rimasti soli, avviene un'accelerazione nel deterioramento del linguaggio. Le due coppie si scambiano luoghi comuni, sotto forme di proverbi o affermazioni incoerenti. Le loro battute si fanno sempre più brevi. Le loro parole tendono a diventare sempre più suoni onomatopeici. Finiscono col ripetere tutti insieme freneticamente: “C'est pas par là, c'est par ici…”, ovvero: “Non è di qua, ma è di là…”. Tutto s'interrompe bruscamente e “la commedia ricomincia con i Martin, che dicono esattamente le battute degli Smith nella prima scena”, mostrando così il carattere interscambiabile dei personaggi e, più in generale, degli esseri umani.

## La stasi dell'azione
Ionesco ha intitolato La cantatrice calva “anti-pièce”, perché il suo obiettivo è quello di provocare e di fare il contrario della scrittura del teatro tradizionale. Certo, sembra rispettarne le regole: mette in scena personaggi che si scambiano battute; adotta in un atto la divisione abituale, ripartendo la materia in undici scene; tiene conto delle caratteristiche proprie del teatro. Ma è pura ipocrisia, poiché Ionesco s'ingegna a creare ad organizzare un sistema drammaturgico che parodia le convenzioni. L'azione è sviata dalla sua funzione abituale. Il teatro tradizionale, infatti, crea un'azione dinamica, spesso complessa e animata da numerosi capovolgimenti. È iniziata da un'esposizione che fornisce allo spettatore le indicazioni necessarie alla comprensione della trama e termina con un epilogo, risultato logico di un'opera. Invece l'opera di Ionesco non segue mai questo schema convenzionale: è costruita invece attorno a discussioni statiche che, deliberatamente, non conducono a nulla.

### Una trama sorprendente
Sin dalla lista dei personaggi, Ionesco rivela il carattere sorprendente della sua opera, che l'organizzazione dell'azione non farà che confermare nel corso del suo svolgimento.
La lista dei personaggi fornisce spesso informazioni istruttive sul contenuto dell'opera. Ionesco suscita volontariamente la perplessità. La cantatrice calva mette in scena sei personaggi. Gli Smith e la domestica Mary, portano nomi palesemente inglesi. I Martin ricevono un patronimico internazionale, corrente tanto in Francia quanto in Inghilterra (o in Italia, peraltro). Il capitano dei pompieri rimane anonimo e la sua presenza sorprende in questo “interno borghese” pacifico nel quale, secondo un'indicazione scenica, si svolge l'azione. La stranezza di questi personaggi è accentuata ancora dall'assenza della cantatrice calva, da cui l'opera prende il nome.
Nel corso della rappresentazione, la perplessità dello spettatore va accentuandosi. L'azione è inesistente. L'essenzialità dell'opera è costituita da banali e interminabili conversazioni, che tuttavia non sono legati da alcun legame apparente; piuttosto sono discorsi sconnessi. Lo spettatore, sconvolto, attende fatti nuovi, capovolgimenti che darebbero nuovo senso all'opera, interrogandosi sul modo in cui l'opera potrebbe concludersi. Questa sottigliezza dell'azione rappresenta una vera scommessa per Ionesco, la cui opera rischia di creare noia e disinteresse, conducendo lo spettacolo al fallimento. Ma l'autore gioca proprio su questa perplessità degli spettatori, il cui interesse non deve vertere verso l'azione, ma piuttosto sulle motivazioni del drammaturgo, sugli effetti da lui ricercati; viene sollecitata la riflessione. Impegnati in un cammino intellettuale, gli spettatori hanno la soddisfazione di capire il duplice scopo dell'opera: mostrare la vacuità del linguaggio e demistificare il funzionamento del teatro tradizionale.

### L'inesistenza dell'azione
Data la quasi inesistenza dell'azione, La cantatrice calva non implica una vera esposizione, poiché non è necessario nessun fatto preciso per capire lo svolgimento dell'opera. Ionesco procede dunque in modo prolisso.
Le informazioni fornite sono volontariamente ambigue. Scegliendo come titolo Cantatrice calva, Ionesco mette lo spettatore su una falsa pista, portandolo a interrogarsi su un personaggio che nell'opera non esiste e del quale vi è solo un breve accenno alla scena 10. I dati più importanti si trovano nelle didascalie, che precedono la prima scena: l'azione si svolge in Inghilterra e mette in scena una coppia di borghesi. Ma è paradossale inserire queste indicazioni precise in un testo preliminare. Che siano rivelati allo spettatore da un personaggio invisibile o che gli sfuggano, Ionesco si allontana dal funzionamento tradizionale della didascalia: nel primo caso, non è più riservata al lettore e al regista, nel secondo, fornisce a quest'ultimo informazioni soggettive, di cui non potrà darsi una trascrizione concreta.
Oltre a questi elementi sconvolgenti, è solo la tonalità della conversazione a chiarire il pubblico prima sorpreso dalla grande banalità e dall'incoerenza delle parole. Poi, progressivamente, lo spettatore si rende conto che è la banalità delle parole e le loro incongruenze a costituire il soggetto dell'opera.

### I colpi di scena
Nella scrittura del teatro tradizionale, i colpi di scena hanno la funzione di rilanciare l'interesse dello spettatore. Ionesco vi ricorre per fare da diversivo, per apportare qualche nota piccante, per rilassare il suo pubblico. Ma, ancora una volta, utilizza questa tecnica in una prospettiva di contestazione e demistificazione.
Ionesco volge il colpo di scena in derisione, rendendolo incoerente. Il che è evidente nella quarta e quinta scena, quando Donald ed Elizabeth, dopo una lunga conversazione, scoprono di essere marito e moglie. Ma questo colpo di scena è annullato da un altro colpo di scena: nella quinta scena, in un lungo monologo, Mary afferma che tutte le coincidenze non hanno alcun significato perché una di esse è falsa. L'incoerenza delle deduzioni è rafforzata dal ricorso al vocabolario dell'argomentazione (sistema d'argomentazione, prove, teorie) e dal voltafaccia finale che mette in discussione la stessa identità di Mary, che sarebbe Sherlock Holmes. La derisione è presente anche nelle scene 7 e 8, questa volta accompagnata dalla suspense, cioè nell'episodio dei colpi di campanello alla porta.
Talvolta è la sua totale irrilevanza a demistificare il colpo di scena e l'effetto di suspense. Ionesco si dedica a questo giochetto beffardo, in particolare, negli aneddoti che si raccontano i personaggi. La signora Martin fa così il racconto d'un'avventura vissuta: un uomo che si allaccia le scarpe. Continuamente interrotto dagli altri personaggi che si estasiano artificialmente, questo esempio di racconto sottolinea la superficialità che caratterizza la vita delle due coppie. Costituisce una parodia di queste conversazioni nel corso delle quali ognuno, a sua volta, racconta un evento che gli è accaduto, di fronte ad un pubblico che finge attenzione e interesse.

### Parvenza di epilogo
Iniziata in modo enigmatico, condotta in modo sorprendente, l'opera non può che aver un finale a sorpresa. La cantatrice calva termina all'undicesima scena, con una parvenza di epilogo. Un'improvvisa aggressività caratterizza lo scambio di parole, che diventano sempre più illogiche, e si trasformano in suoni privi di significato. Gli Smith e i Martin si mettono a scandire freneticamente insieme: “non è di qua, ma è di là…”. Queste parole prive di senso sfociano in una constatazione: in un mondo assurdo, il linguaggio ha perso il suo ruolo d'intermediazione tra gli esseri e non fa che accentuare l'incomunicabilità. Il carattere sorprendente di questo epilogo è ancora accentuato dall'accenno di ripresa dell'azione. Infatti, dopo la frenesia ritorna la calma iniziale. Non solo, tutto ricomincia in quell'universo di noia, ma i personaggi si rivelano interscambiabili in un mondo in cui nulla si muove e tutto si assomiglia.

## Il rifiuto delle convenzioni teatrali
Ionesco non si accontenta di rimettere in discussione il funzionamento dell'azione drammatica, ma cerca di trattare, in modo sorprendente, il luogo, il tempo e le indicazioni sceniche.

### Le ambiguità del luogo unico e chiuso
Il luogo costituisce un elemento essenziale in un'opera teatrale: contribuisce a creare l'atmosfera della rappresentazione; e determina l'elaborazione della scenografia. In essa prendono posto gli oggetti, gli accessori, creature del pittoresco, mentre si effettuano le entrate, le uscite e i movimenti dei personaggi che partecipano al dinamismo dell'azione teatrale. Ionesco si serve di tutto ciò per rimettere in discussione il teatro tradizionale e per illustrare la monotonia e l'assurdità dell'esistenza.
La cantatrice calva è ambientata in un luogo unico. Ionesco ha così adottato il sistema tradizionale del teatro francese classico del XVII secolo. Ma è un modo per farsi beffa del teatro leggero del XX secolo, che prolunga questa tradizione, collocando l'azione in un salone borghese. Procedendo così, Ionesco crea uno spazio chiuso nel quale i personaggi sono confinati, contribuendo a concretizzare la difficoltà degli esseri a comunicare e a coabitare. Com'è indicato all'inizio della prima scena, è un “interno borghese inglese”, che serve da scenografia all'azione. L'arredamento, descritto succintamente, è composto da poltrone inglesi, un focolare inglese e una pendola inglese, che svolgerà un ruolo importantissimo nel funzionamento temporale dell'opera. Un'ultima indicazione, sempre nella scena prima, ci ricorda che gli Smith vivono nei sobborghi di Londra. Optando per una scenografia neutra, Ionesco mostra che gli Smith rappresentano la coppia media per eccellenza. Introducendo in contrappunto un mobilio inglese, tentava di allettare il suo pubblico francese, poiché, nella Francia degli anni cinquanta, questo tipo di arredamento evocava un interno sontuoso che rispondeva ai gusti della classe media.
L'opera comprende pochi accessori: pantofole, pipa, giornale, per il signor Smith; calze da rammendare per la signora Smith. Questi oggetti costituiscono elementi caricaturali, volti a sottolineare il conformismo della vita della coppia. Il qualificativo “inglese”, ripetuto instancabilmente e assurdamente a proposito di questi accessori, ha un significato simbolico, pur creando un effetto umoristico suscitato dalla ripetizione tormentosa del termine.
In un'opera teatrale, i movimenti dei personaggi danno ampiezza e spazio all'azione teatrale, permettendogli di occupare la scena. In particolare, le entrate e le uscite corrispondono concretamente al passaggio degli attori dal retroscena alla scena e viceversa; costituiscono momenti privilegiati in cui i commedianti iniziano ad essere sotto lo sguardo dello spettatore o a sfuggirgli; offrono la possibilità, modificando la lista dei personaggi coinvolti, di rinnovare la situazione teatrale. In questo campo, Ionesco utilizza i procedimenti stereotipati: facendovi ricorso in modo caricaturale, demistifica il funzionamento del teatro tradizionale e ne rivela il carattere artificiale. Le porte attraverso le quali entrano ed escono i personaggi rispondono al dispositivo più semplice possibili: la scenografia conta due porte, una a destra che permette la comunicazione col resto della casa, l'altra che apre sull'esterno. Ionesco, come nel teatro tradizionale, si applica coscienziosamente a notare, nelle didascalie queste entrate e queste uscite.
Riprendendo anche le abitudini instaurate dal teatro classico del XVII secolo, Ionesco non lascia mai la scenografia vuota. Infatti, adottando una scena di transizione, almeno un personaggio della scena precedente si trova nella scena seguente. Così, per evitare che il palco rimanga vuoto, nella seconda scena, all'uscita degli Smith, rimane – nella terza scena – la domestica Mary, che accoglie i visitatori. Si stabiliscono così i legami stretti tra le diverse scene: facendovi ricorso in modo caricaturale, demistifica il funzionamento del teatro tradizionale e ne rivela il carattere artificiale.
Allo stesso modo, le convenzioni teatrali sono rispettati all'inizio dell'opera. La conversazione tra i personaggi sembra già iniziata quando incomincia la rappresentazione, dando l'impressione falsamente realista che i personaggi abbiano una vita autonoma e continuino ad esistere al di fuori dell'azione teatrale.
A parte le entrate e le uscite, i movimenti dei personaggi sulla scena sono poco numerosi, rafforzando il carattere statico dell'opera. I personaggi sono stereotipati e privi di espressività; si limitano ad alzarsi, a sedersi o ad andare ad aprire la porta; si abbracciano frequentemente, ma trattasi di un gesto meccanico, dovuto all'affetto imposto dalle convenzioni sociali. I soli movimenti spontanei e autentici sono gesti di collera, manifestazioni brutali di rivolta contro l'assurdità della vita.

### Il tempo
Il tempo fa svolgere un ruolo particolare nell'azione teatrale. Mentre, nel romanzo, il tempo di svolgimento dell'azione è indipendente dal tempo della lettura, a teatro il tempo della trama occupa un tempo di rappresentazione preciso al quale lo spettatore deve necessariamente conformarsi. Si pone, dunque, il problema se il tempo dell'invenzione deve corrispondere al tempo della rappresentazione. Certi sistemi teatrali, come quello dei classici del XVII secolo, rispondevano affermativamente. Altri hanno considerato che il tempo dell'invenzione poteva oltrepassare il tempo della rappresentazione. Ionesco, nella Cantatrice calva, procede in modo volontariamente ambiguo. Di primo impatto, sembra che alla base del trattamento del tempo vi sia un certo realismo. Ma Ionesco s'ingegna anche a renderlo indistinto, introducendo dati temporali incoerenti e giocando sui silenzi e le ripetizioni.
Infatti sembra essersi divertito ad accumulare dettagli che indicano, in modo apparentemente preciso, quando si svolge l'azione: alle nove di sera. D'altronde, il rispetto del legame delle scene sembra indicare che il tempo dell'azione corrisponda al tempo della rappresentazione. A partire dal momento in cui i personaggi si susseguono sulla scena senza interruzione, è garantita la continuità temporale. Ionesco sembra invitare gli spettatori ad assistere a conversazioni che si svolgono in tempo reale.
Tuttavia è solo un inganno, poiché, dietro questo apparente realismo, il tempo possiede un valore soggettivo. È ambiguo e inconsistente, sconvolto da quella “pendola inglese” che batte “colpi inglesi”. Nel corso della prima scena, perde completamente il senso razionale del tempo, suonando in modo anomalo. L'assurdità è poi rafforzata dall'assenza totale di progressione delle suonerie in un senso o nell'altro, non corrispondenti a nulla e al di fuori di ogni realtà e ogni logica. Ciò significa che, in questo mondo assurdo, non ci si può fidare di nulla, neppure del tempo.
Questa incoerenza sottolineata dalla pendola viene ripresa anche nelle scene (7 e 8) del campanello della porta d'entrata. La certezza non esiste e l'esistenza è attraversata da contraddizioni. Questa irregolarità del tempo riveste ben altri aspetti. È, per esempio, difficile datare eventi passati: quando il signor Smith legge, nel suo giornale, l'annuncio della morte di Bobby Watson, da, successivamente e con egual sicurezza, indicazioni diverse sulla data di questo decesso.
Come il presente e il passato, anche il futuro sfugge all'uomo che deve sottomettersi a dettami di cui non conosce la giustificazione. Quando il pompiere annuncia che deve ad andar a spegnere un incendio esattamente “in tre quarti d'ora e sedici minuti all'altro capo della città”, egli sottolinea che il tempo gli è imposto, è uno strumento tra le mani di un destino che ne dispone a suo modo.
Il moltiplicarsi dei silenzi contribuisce anche ad imprimere la discontinuità del tempo. Nel corso dell'opera, sono numerose le didascalie che segnalano l'interruzione del dialogo. Pause e, soprattutto, silenzi non smettono di costellare l'opera. È, per Ionesco, un modo per far cogliere concretamente la noia che s'instaura fra gli esseri. Questi personaggi, così, comunicano difficilmente e i silenzi che spezzano i dialoghi non fanno che accentuare l'incoerenza. Un altro procedimento contribuisce a rafforzare questo effetto di rottura, a consolidare l'impressione di noia e l'assenza di comunicazione. Sono le ripetizioni e i ricominciamenti, che trasformano il personaggio in un essere dal comportamento ripetitivo di automa. Il ritorno finale alla situazione di partenza mostra che tutto è decisamente eterno ricominciamento: lo scambio dei ruoli fra gli Smith e i Martin sottolinea l'incertezza e la vacuità dei personaggi, di cui è contestata la continuità dell'esistenza.

### L'uso delle didascalie
Le indicazioni sceniche sono una delle caratteristiche dell'opera teatrale. È il modo, per l'autore, per rivelare al regista come lui concepisce la rappresentazione dell'opera. Le indicazioni sceniche possono essere contenute nel testo pronunciato dai personaggi o nelle didascalie. Ionesco privilegia queste ultime.
La cantatrice calva non contiene indicazioni sceniche interne al dialogo. Il significato simbolico dei personaggi e il carattere meccanicistico del loro comportamento spiegano quest'assenza: in queste condizioni, i personaggi non possono mai apportare informazioni sulla loro mimica, i loro atteggiamenti o i loro movimenti. Le didascalie svolgono un ruolo esclusivo, fornendo informazioni le più disparate, sui luoghi e gli accessori, ma anche sul tempo. Danno precisazioni sui personaggi, rivelando atteggiamenti, mimica, sentimenti, destinatari particolari di certe battute o il carattere collettivo di certi interventi.
Tra le didascalie, alcune corrispondono alla pratica tradizionale: di grande brevità, servono solo a fornire indicazioni di regia. Altre, molto più lunghe, hanno una funzione prettamente letteraria. Così facendo, Ionesco sottolinea l'ambiguità del testo teatrale, che è contemporaneamente sottomesso alla lettura e alla rappresentazione.

## L'usura del linguaggio
La cantatrice calva sembra riprendere la tradizione del teatro-testo. L'opera, che dà essenzialmente importanza al dialogo a scapito dello spettacolo, poggia sul linguaggio. Tuttavia, Ionesco altera questo funzionamento tradizionale. Il linguaggio teatrale è, generalmente, un efficace mezzo di comunicazione, che permette ai personaggi di rivelare i loro pensieri, i loro sentimenti e le loro intenzioni. Ma, nell'opera di Ionesco, sottolinea la difficoltà di comunicare. Il linguaggio (privo di significato, che ne veicola solo pochi frammenti) costituisce un'eloquente manifestazione dell'incoerenza e dell'inutilità dell'uomo che non riesce a trovare il suo posto in un universo assurdo. Ionesco ha proceduto a una vera disintegrazione dell'espressione. Già visibile nell'organizzazione del dialogo, essa si manifesta nella banalità delle parole, nell'incoerenza delle formulazioni e dei raffronti per raggiungere il suo parossismo con la riduzione del linguaggio in suoni privi di senso.
Il carattere delle battute rivela la difficoltà a comunicare. Il dialogo risulta difficile, se non impossibile: ciascuno si trova chiuso all'interno della sua concezione delle cose, ha la sua idea delle nozioni e delle parole che utilizza e che utilizzano gli altri.
All'interno della Cantatrice calva, le battute sono generalmente brevi, nella maggior parte dei casi, composte da proposizioni indipendenti, oppure frasi nominali, senza verbo. Nel teatro tradizionale questa tipologia d'intervento rivela una grande tensione drammatica: i personaggi, travolti dalle loro emozioni, non possono esporre il loro pensiero e non smettono d'interrompersi, impedendo di parlar a lungo. Nella Cantatrice calva i personaggi si esprimono brevemente, poiché non riescono ad elaborare idee logiche, perché non hanno da dire nulla o semplici banalità.
Questa vacuità e questa frammentazione del linguaggio sono ancor accentuati dai numerosi silenzi che regolarmente sospendono il dialogo (costretti da convenzioni sociali a mantenere la conversazione, i personaggi cercano disperatamente qualcosa da dire) e dall'assenza di logica nelle idee che caratterizzano il modo di esprimersi dei personaggi. Le loro parole rispondono di frequente al principio del coq-à-l'âne, che consiste nel passare, senz'alcuna transizione, da un argomento all'altro. Questo procedimento (successione di parole illogiche, che non sono unite da alcun apparente legame), particolarmente evidente nell'undicesima scena, s'ispira al metodo “Assimil”, per l'apprendimento delle lingue. I personaggi non riescono a mettere ordine alle loro idee, a mettersi d'accordo e, in qualche modo, a parlare; non sanno ascoltare e ignorano quell'arte della conversazione consistente nel cogliere al volo il pensiero dell'interlocutore.
Le lunghe battute, chiamate monologhi, contribuiscono a tradurre l'usura del linguaggio. Esso si costituisce di blocchi compatti di abbondantissimi sviluppi, il cui carattere è accentuato dal loro isolamento in mezzo a brevissime battute. Ancor più che negli scambi d'opinione, i personaggi appaiono chiusi in sé stessi, completamente presi totalmente da ciò che dicono, indifferenti a quelli che li circondano, in un atteggiamento di rifiuto del dialogo. Le loro parole non riescono realmente ad essere portatrici d'idee logiche. I personaggi si ubriacano di parole, le utilizzano come fine a sé stesse, senza preoccuparsi del loro significato. Sono colpiti da una sorta di psittacismo, disturbo mentale che consiste nel ripetere lemmi senza coglierne il significato. Questo modo di procedere appare a più riprese: nella scena 1, nel lungo discorso tenuto dalla signora Smith sul cibo o, nella scena 8, nelle interminabili considerazioni alle quali si dedica il pompiere.
La vacuità degli scambi tra i personaggi vien fuori anche dalla mediocrità delle parole. Incapaci di esser originali, ogni personaggio è chiuso all'interno di osservazioni stereotipate sottomesse alle convenzioni sociali, ai luoghi comuni, persino all'evidenza.
Le convenzioni sociali permeano costantemente le parole dei personaggi. Sembra così manifestarsi un consenso fra di loro. Ma non è che apparenza, poiché risponde ad una sorta di riflesso e perché non deriva da un'adesione profonda. Questo carattere meccanico del linguaggio appare prepotentemente nella nona scena, allorché Mary vuole raccontare, anche lei, un aneddoto. Il pompiere e gli Smith sono indignati: non è ammissibile che una domestica prenda parte alla conversazione in presenza d'invitati. Ciò che le convenzioni sociali considerano segno di sfrontatezza provoca commenti scandalizzati che scattano come una raffica d'armi automatiche. Queste convenzioni spiegano il vero fiorire di frasi stereotipate. Ad esempio, nella scena 9, queste ovvietà prendono la forma di riflessioni sul tempo, mezzo solitamente usato per riempire gli spazi vuoti di una conversazione. La banalità dei discorsi viene fuori anche nelle frasi fatte, talvolta vicini ai proverbi, detti in modo perentorio, senza battuta. Ionesco, così facendo, si sforza di demistificare gli insegnamenti dei proverbi, espressioni della saggezza popolare. La banalità diventa spesso evidenza. La cantatrice calva offre numerose verità lapalissiane, affermazioni talmente evidenti che è inutile raccontare, sottolineando così anche l'incapacità dei personaggi di fare del loro linguaggio lo strumento di un pensiero ricco ed elaborato.
L'incoerenza delle enunciazioni contribuisce alla distruzione del linguaggio che si rivela incapace di veicolare idee coerenti, non potendo stabilire una progressione logica dei diversi dati espressi.
L'espressione appare anzitutto disarticolata: la mancanza di formule di transizione, che servono a legare le idee, questi punti di congiunzione tra le frasi e le proposizioni, contribuiscono alla scissione dei discorsi. Anche quando sviluppa un'idea apparentemente coerente, l'espressione è solo una giustapposizione di elementi confusa e discontinua.
Queste parole slegate rivestono già la forma dell'enumerazione. Talvolta, questi effetti d'accumulazione diventano sistematici. L'incoerenza nasce allora da un'aggiunta di termini che potrebbe proseguire indefinitamente e che caratterizza la dispersione e l'assenza d'unità di pensiero, ma è ancor più forte, quando gli elementi dell'enumerazione si trovano riuniti da un fattore artificialmente comune, come nella poesia Il Fuoco di Mary. In questo caso la lista è resa ancor più disparata ed eteroclita, poiché il fuoco, tenuto ad assicurare la coesione dell'insieme, si trova anch'esso assurdamente sottomesso alla propria azione falsamente unificatrice; prende a sua volta fuoco.
In modo ancor più irrazionale, i personaggi si dedicano a giochi d'opposizione, a prima vista alla mercé del caso. E l'opera contiene raffronti totalmente inattesi, che risultano talvolta dalla snaturamento dei proverbi. I personaggi si appoggiano su queste espressioni della saggezza popolare, ma li rendono assurdi, modificandone certi termini. Tuttavia l'incoerenza raggiunge il suo culmine, quando i personaggi esprimono parole talmente sconnesse che sono prive di significato.
A forza di perder tutto il suo contenuto, il linguaggio si riduce ad un insieme di suoni che non veicolano più che sentimenti elementari, come l'eccitazione e l'aggressività. Il potere delle sonorità si sostituisce al potere delle idee. I personaggi non si sforzano più che ad accostamenti di suoni; procedono a giustapposizioni di parole che assomigliano più a rime. Alla fine dell'opera la distruzione del linguaggio è irrimediabilmente completata. I legami che costituiscono la rima scompaiono, vengono spazzati via da puri suoni, che si riducono ad onomatopee, riconoscendo così definitivamente la loro impotenza nel comunicare.

## Il comico nell'assurdo
La cantatrice calva suscita anche il riso, ma il comico veicolato risulta correlato con l'assurdità che caratterizza il linguaggio e il comportamento dei personaggi. È in questa prospettiva che si sviluppano tre tipologie di comicità: della parodia, dell'opposizione e del non-senso.
Nella sua opera Ionesco fa la parodia del teatro tradizionale. Gli eccessi e lo sfalsamento che suppone questa andatura parodica sono portatrici di effetti comici. Ionesco cade volontariamente nella caricatura. Per rendere ridicoli i procedimenti del teatro tradizionale, forza la nota. Negli Smith o nei Martin, le stereotipie dei personaggi del teatro leggero sono portati al loro parossismo. L'insignificanza dei discorsi oltrepassa la banalità delle conversazioni proprie dei personaggi del teatro leggero. Il pubblico, abituato a tali spettacoli, ride quando capisce le intenzioni satiriche di Ionesco. Questo tipo di comicità dà gli effetti di sfalsamento. Il funzionamento del teatro leggero è allontanato dalla sua ragion d'essere. Il realismo dei comportamenti fa posto ad un'accumulazione di dettagli disparati, spesso contraddittori, facendo perdere ai comportamenti ogni credibilità.
I giochi d'opposizione suscitano anche la comicità, mettendo in evidenza le contraddizioni concernenti il linguaggio o i comportamenti. Un primo gioco d'opposizione appare tra ciò che è detto e il tono adottato per dirlo. Un altro tipo di contraddizioni oppone parole e azioni: un personaggio fa il contrario di ciò che dice o dice il contrario di ciò che fa. Sono le stesse parole a contraddirsi. La maggior parte del tempo, i personaggi si comportano in modo contraddittorio: alla maniera dei clown, oscillano bruscamente da un atteggiamento ad un altro completamente opposto.
Dall'assurdo i personaggi passano al non-senso, nuova fonte di comicità. Lo spettatore ride del delirio verbale nel quale cadono i personaggi, delle storie stupide che raccontano, della distruzione finale d'un linguaggio che è divenuto totalmente incomprensibile. Allo stesso modo, gli sconvolgimenti della pendola sono comici, poiché costituiscono un non-senso temporale. I rintocchi non corrispondono ad alcuna logica. La pendola è privata di ogni significato, incapace di svolgere correttamente il suo ruolo, di render razionalmente conto dello scorrere del tempo.